# Culicoides sahariensis
Culicoides sahariensis är en tvåvingeart som beskrevs av Jean-Jacques Kieffer 1923. Culicoides sahariensis ingår i släktet Culicoides och familjen svidknott. Inga underarter finns listade i Catalogue of Life.